# 오스탈기

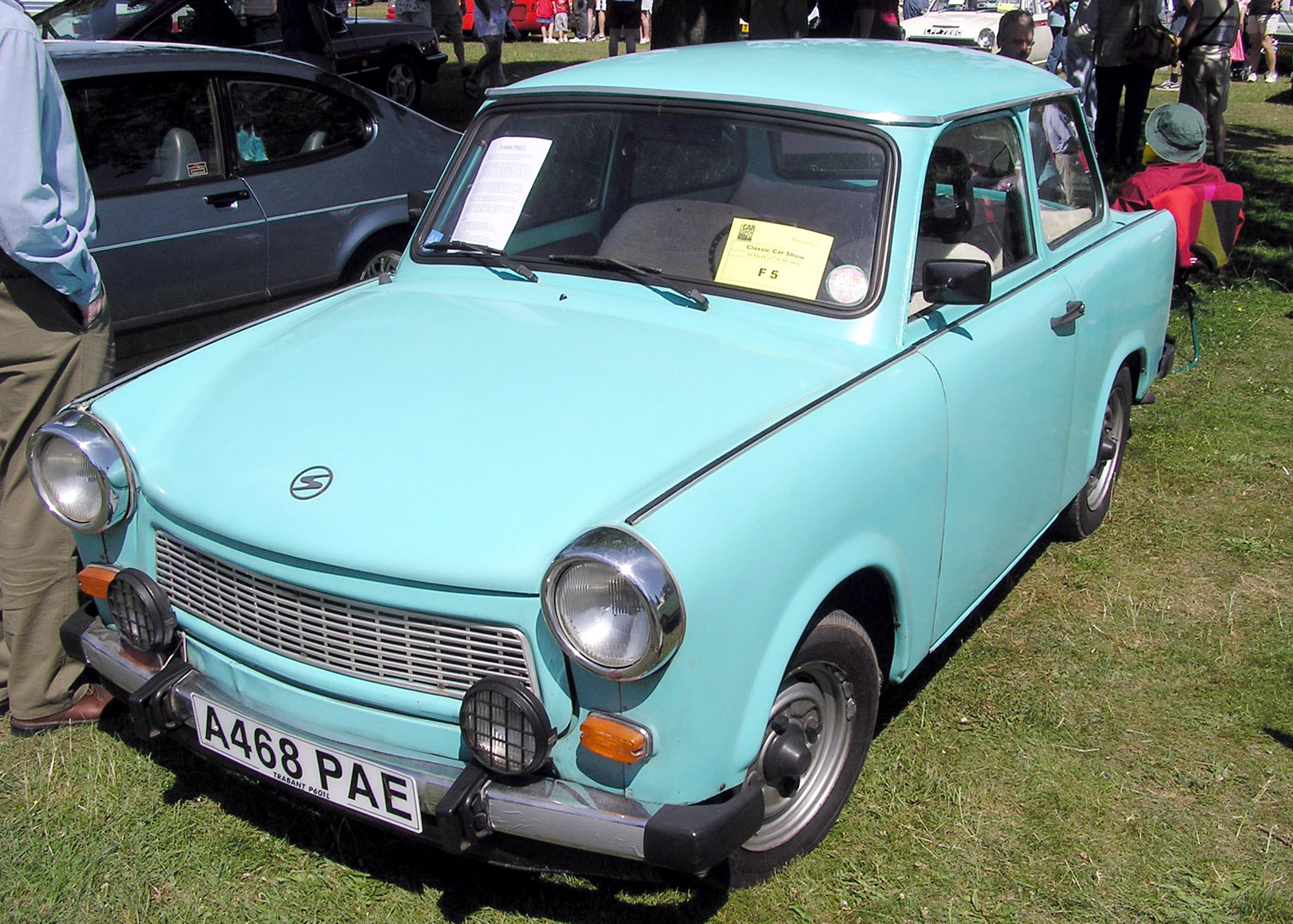
1983년형(型) 600cc 트라반트(Trabant)

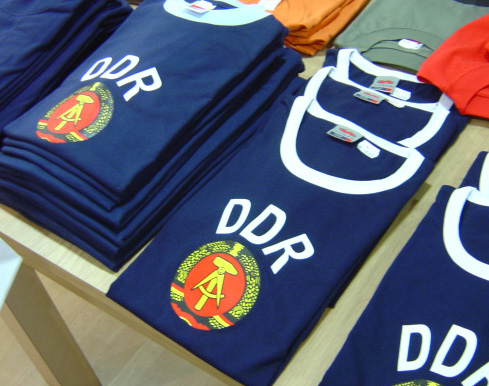
동독 티셔츠 (2004년 베를린)

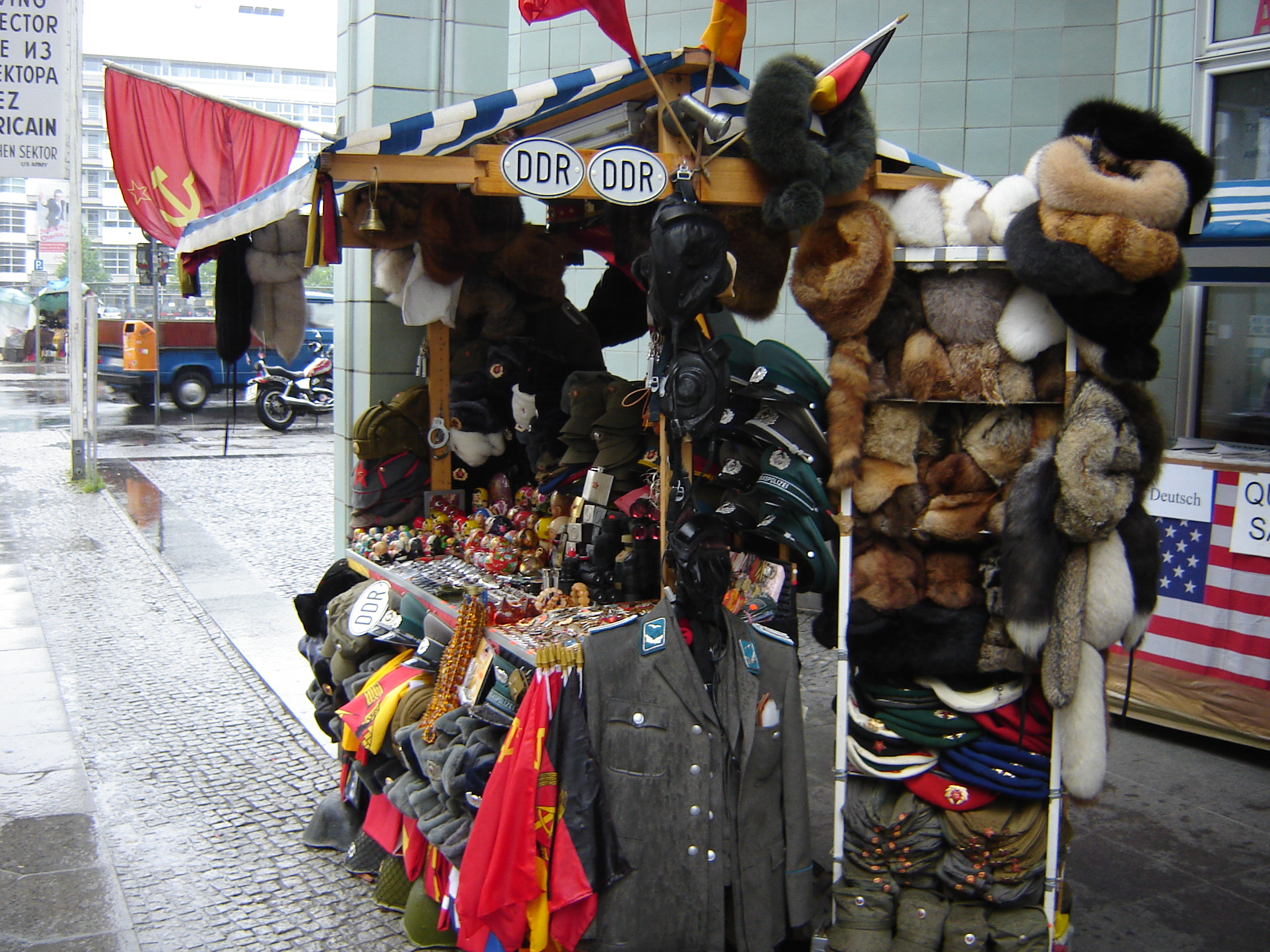
동독 기념품 (2006년 베를린)

오스탈기(독일어: Ostalgie)는 과거 독일 민주 공화국(동독) 시절에 대한 향수(鄕愁)를 뜻하는 용어이다. 독일어로 "동쪽"을 뜻하는 단어인 '오스트(Ost)'와 "향수(鄕愁)"를 뜻하는 단어인 '노스탈기(Nostalgie)'의 합성어이다.
이 용어는 종종 동유럽의 옛 공산주의 국가의 사회주의 체제하의 생활에 대한 향수를 가리키는 용어로 사용되고 있다.